# Амброзианская республика
Амброзианская республика, Золотая Амброзианская республика (итал. Aurea Repubblica Ambrosiana) — средневековое государство с центром в Милане, существовавшее с 14 августа 1447 года до 27 февраля 1450 года на части территории современных Ломбардии и Пьемонта.
Смерть 13 августа 1447 года Филиппо Мария Висконти, последнего представителя из дома Висконти, не имевшего наследника мужского пола, поставила вопрос о преемственности власти Миланского герцогства. Среди возможных претендентов были Шарль Орлеанский, сын Валентины Висконти, Альфонсо V Арагонский предъявивший свои претензии на основании завещания покойного Филиппо Мария, однако правоведы, такие как Эней Сильвий Пикколомини указывали, что герцогство должно отойти Императору по факту пресечения мужской линии. Ситуацией воспользовалась группа влиятельных граждан, приверженных идее создания республики в Милане, ведомые Антонио Тривульцио, Теодоро Босси, Джорджо Лампуньяно, Виталиано Борромео, Иноченцо Котта и утром 14 августа собрав народ, провозгласили Золотую Амброзианскую Республику. Название государство получило в честь покровителя столицы и епископа Милана с 374 по 397 год Святого Амвросия. Правительство новой республики состояло из 24 капитанов и защитников свободы (Capitani e difensori della libertà), число которых впоследствии было уменьшено до двенадцати. Амброзианская республика была создана в условиях войны с Венецией местной знатью и имела сперва поддержку среди населения, однако в 1449 году произошло восстание, приведшее к переделу собственности и ослабившее мощь республики. В начале 1450 года Франческо Сфорца, зятю Висконти, удалось восстановить Миланское герцогство. Династия Сфорца просуществовала во главе герцогства до 1535 года.